# Flambro
Flambro (in friulano Flambri) è una frazione di Talmassons (UD), comune della Bassa Friulana situato a 20 chilometri da Udine e a 40 dalla località turistico-balneare di Lignano Sabbiadoro. Sorge lungo la linea delle Risorgive, è ricco di colture agricole.
Esiste un'antica tradizione di origine celtica chiamata "festa del maj", nella quale il primo sabato di maggio, si festeggiano i neo-maggiorenni. La sera, i ragazzi festeggiati con l'aiuto dei paesani, issano con le sole corde un albero nella piazza del paese. L'albero in questione, dopo che è stato bloccato con delle assi nel tombino (creato apposta per la tradizione), rimarrà issato fino alla sera dell'ultimo sabato di maggio.

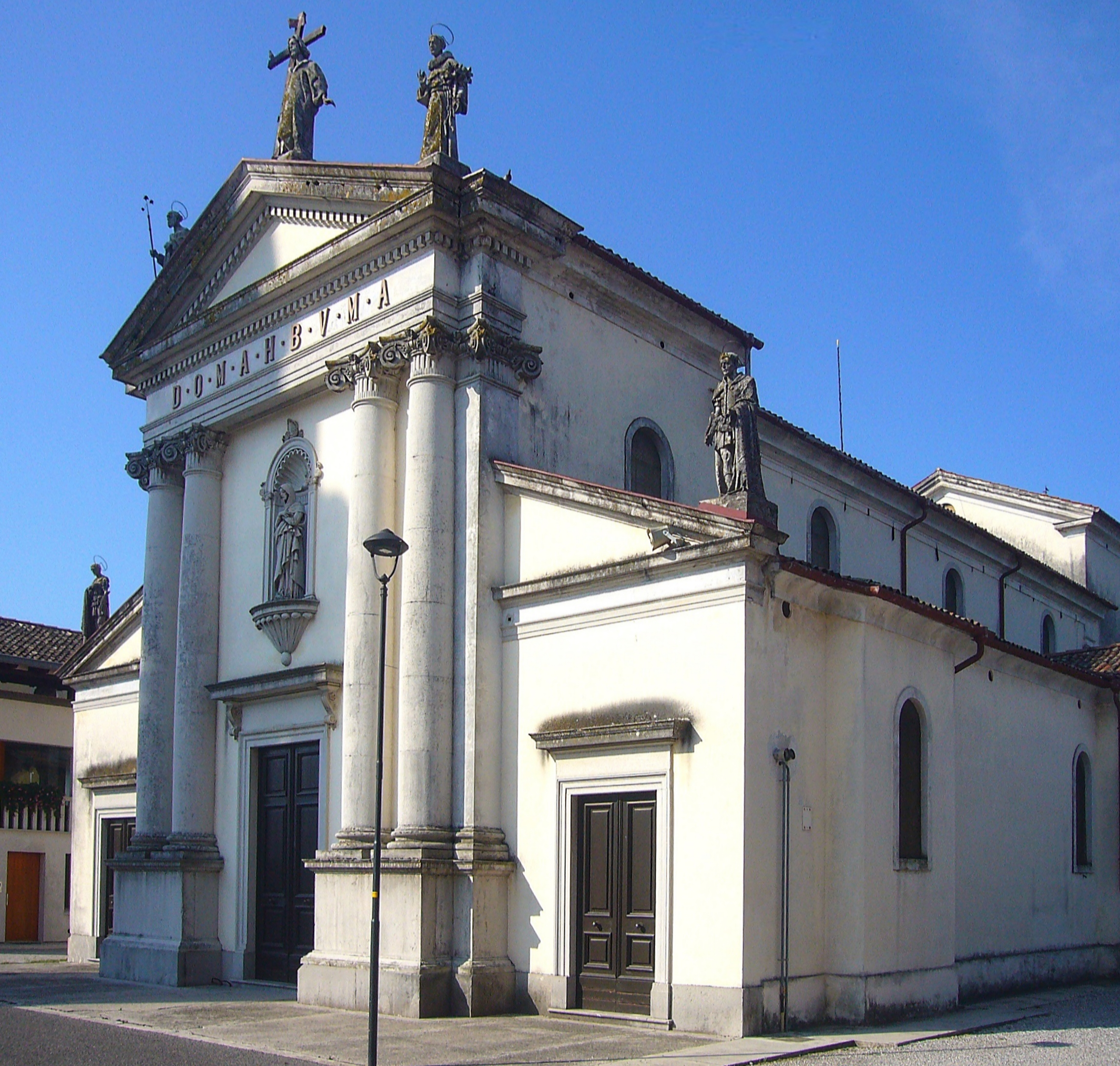
La chiesa parrocchiale

La terza settimana di novembre ha luogo la tradizionale sagra di San Filis. 
Da ricordare per la presenza della Villa dei Conti Savorgnan (sede della contea di Belgrado) e per essere stata a lungo residenza di Annibale Frossi. Nel 1988 è stato girato il film diretto da Mario Bianchi Riflessi di luce con Pamela Prati.
Dal punto di vista naturalistico è da ricordare il Biotopo risorgive di Flambro di recente costituzione e attraversato da diversi sentieri che ne facilitano la visita.
Dal punto di vista storico, vi si è svolta la battaglia di Flambro, un importante episodio nel quadro della battaglia di Caporetto.